# Cricetomys emini
Cricetomys emini é uma espécie de roedor da família Nesomyidae. Pode ser encontrada na Guiné, Serra Leoa, Libéria, Costa do Marfim, Benin, Togo, Gana, Nigéria, Camarões, Congo, Gabão, Guiné Equatorial, República Centro-africana, República Democrática do Congo, Burundi, Ruanda, Uganda, Tanzânia e Angola. Segundo a IUCN (2008) inclui o C. kivuensis.